# Борис Паликрушев
Борис Паликрушев е български революционер, деец на Вътрешната македонска революционна организация.

## Биография
Роден е във Виница, днешна Северна Македония, във видно семейство. Включва се в националноосвободителните борби на българите в Македония и е войвода на ВМРО. След разгрома на Кралство Югославия през април 1941 година е избран за подпредседател на българския акционен комитет във Виница. Скопският областен управител Димитър Раев го изпраща да създаде български комитет в Злетово.
Дъщеря му Галаба Паликрушева е видна етноложка от Република Македония.